# Doppiaggio de I Simpson
Questo è un elenco di doppiatori dei personaggi della serie televisiva I Simpson. 

## Personaggi presenti
| Nome personaggio                          | Doppiatore originale                                                                    | Doppiatore italiano | Doppiatore italiano saltuario |
| ----------------------------------------- | --------------------------------------------------------------------------------------- | --- | --- |
| Homer J. Simpson                          | Dan Castellaneta                                                                        | Tonino Accolla (st. 1-23) Massimo Lopez (st. 24+) | |
| Marge Bouvier Simpson                     | Julie Kavner                                                                            | Liù Bosisio (st. 1-22) Sonia Scotti (st. 23+) | Susanna Javicoli (ep. 4x02) |
| Bart Simpson                              | Nancy Cartwright                                                                        | Ilaria Stagni (st. 1-22) Gaia Bolognesi (st. 23+) | Monica Ward (ep. 1x06) Francesca Guadagno (ep. 6x13-14) |
| Lisa Simpson                              | Yeardley Smith                                                                          | Monica Ward | |
| Maggie Simpson                            | Nancy Cartwright Elizabeth Taylor (ep. 4x10) Jodie Foster (ep. 20x20)                   | Monica Ward | Laura Boccanera (ep. 20x20) Serena Cianfriglia (ep. 28x02) |
| Homer J. Simpson Da Bambino               | Dan Castellaneta                                                                        | Tonino Accolla (st. 1-23) Massimo Lopez (st.24+) | |
| Abraham 'Abe' Simpson (anziano)           | Dan Castellaneta                                                                        | Mario Milita (st. 1-22) Mino Caprio (st. 23+) | Dante Biagioni (ep. 23x01, 23x11) |
| Abraham 'Abe' Simpson (giovane)           | Dan Castellaneta                                                                        | Tonino Accolla e Mario Milita (st. 1-22) Tonino Accolla e Mino Caprio (st. 23) Massimo Lopez e Mino Caprio (st. 24+) | Marco Mori (ep. 6x10) |
| Jacqueline Ingrid Bouvier                 | Julie Kavner                                                                            | Liù Bosisio (st. 1-22) Sonia Scotti (st. 23+) | Paila Pavese (ep. 27x03) |
| Patty Bouvier                             | Julie Kavner                                                                            | Liù Bosisio (st. 1-21) Antonella Alessandro (st. 22+) | |
| Selma Bouvier                             | Julie Kavner                                                                            | Liù Bosisio (st.1-21) Antonella Alessandro (st.22+) | |
| Milhouse Van Houten                       | Pamela Hayden (st. 1-36)                                                                | Davide Lepore | Giorgio Borghetti (ep. 3x04-06) |
| Krusty il Clown                           | Dan Castellaneta                                                                        | Fabrizio Mazzotta | Tonino Accolla (ep. 17x08, parti cantate) |
| Ned Flanders                              | Harry Shearer Karl Wiedergott (un episodio)                                             | Teo Bellia (st. 1-2) Pino Insegno (ep. 3x01-23, ep. 8x11) Francesco Prando (ep. 3x24+) | Enrico Di Troia (ep. 3x19) |
| Rod Flanders                              | Pamela Hayden (st. 1-36)                                                                | Gilberta Crispino | |
| Todd Flanders                             | Nancy Cartwright                                                                        | Maura Cenciarelli | Francesco Pezzulli (ep. 3x16) |
| Nelson Muntz                              | Nancy Cartwright                                                                        | Marco Bolognesi (st. 1-2, st.6 - ep. 8x06) Fabrizio Vidale (st. 3-5) Nanni Baldini (ep. 8x07 - st.15) Francesco Pezzulli (st. 16-17) Paolo Vivio (st. 18+)                                                                        | Marco Guadagno Roberto Draghetti (ep. 3x13) Giorgio Borghetti (ep. 5x12) |
| Martin Prince                             | Russi Taylor (ep. 1x01-31x10) Grey DeLisle (ep. 31.11+)                                 | Silvia Pepitoni (st. 1-5) Ilaria Latini (st. 6-12) Deborah Ciccorelli (ep. 10x20, st. 13) Gilberta Crispino (ep. 12x16, 13x12, st. 14+)                                                                                           | Francesco Pezzulli (ep. 8x05) Laura Latini (ep. 9x14) |
| Secco Jones (James Corky "Jimbo" Jones)   | Tress MacNeille (st. 1, ep. 3x03, 8x16, 26x19) Pamela Hayden (st. 2-36)                 | Marco Bolognesi (st. 1-4) Massimo Giuliani (st. 5) Neri Marcorè (st. 6-12) Pierluigi Astore (st. 13-14) Paolo Vivio (st. 15-16) Simone Crisari (st. 17+)                                                                          | Roberto Certomà (ep. 13x18, 13x22) |
| Spada                                     | Tress MacNeille Pamela Hayden (ep. 1x08, 3x03, 4x08, 6x21, 18x18)                       | Davide Lepore (st. 1-7, ep. 21x08) Francesco Pezzulli (st. 8-12) ? (st. 13-16) Paolo Vivio (st. 17) Davide Perino (st. 18+) | |
| Patata                                    | Nancy Cartwright                                                                        | Marco Bresciani (st. 1-7) Nanni Baldini (st. 8-12) Gabriele Lopez (st. 13-15) Sacha De Toni (st. 16+) | Davide Lepore (ep. 6x21) |
| Clancy Winchester (Clancy Wiggum)         | Hank Azaria                                                                             | Enzo Avolio (st. 1 - ep. 5x04) Angelo Maggi (ep. 5x05+) | Francesco Pezzulli (ep. 3x19) Pierluigi Astore (ep. 4x18) |
| Lou                                       | Hank Azaria (st. 1-31) Alex Désert (st. 32+)                                            | Maurizio Romano (st. 1-7) Nino D'Agata (st. 8-29) Enzo Avolio (st. 30-33) Enrico Di Troia (st. 34+) | |
| Eddie                                     | Harry Shearer                                                                           | ? (st. 1-6) Danilo De Girolamo (st. 7) Roberto Stocchi (st. 8) Teo Bellia (st. 10-11) Nicola Braile (st. 12-28) Stefano Mondini (st. 29+)                                                                                         | |
| Ralph Winchester (Ralph Wiggum)           | Nancy Cartwright                                                                        | Davide Lepore (st. 1-3, st. 8 - ep. 9x16) Laura Latini (st. 4-5) Ilaria Latini (st. 6-7, ep. 12x19-20) ? (ep. 9x17-25, ep. 14x21) Maura Cenciarelli (st. 10+)                                                                     | Giorgio Borghetti (ep. 3x8) Deborah Ciccorelli (ep. 10x16) Francesco Pezzulli (ep. 12x5) Gilberta Crispino (ep. 13x20, 18x01, 18x05) |
| Professor Frink                           | Hank Azaria                                                                             | Davide Lepore (st. 1-2) Maurizio Romano (st. 3-7) Maurizio Reti (st. 8-30) Mario Cordova (st. 31-32) Oreste Baldini (st. 33+) | Giorgio Borghetti (ep. 3x24) Massimo Giuliani (ep. 5x04) Luigi Ferraro (ep. 9x04) Nanni Baldini (ep. 9x18) |
| Sherri                                    | Russi Taylor (ep. 1x01 - 31x10) Grey DeLisle (ep. 31x11+)                               | Silvia Pepitoni (st. 1) Maura Cenciarelli (st. 2-5) Laura Latini (st. 6-15) Ilaria Latini (st. 16-19) Gilberta Crispino (st. 20-31) Connie Bismuto (st. 32+)                                                                      | |
| Terri                                     | Russi Taylor (ep. 1x01 - 31x10) Grey DeLisle (ep. 31x11+)                               | Silvia Pepitoni (st. 1) Maura Cenciarelli (st. 2-5) Laura Latini (st. 6-22) Ilaria Latini (st. 23-28) Gilberta Crispino (st. 20+)                                                                                                 | |
| Timothy Lovejoy                           | Harry Shearer                                                                           | Enzo Avolio (st. 1-4, 30-33) Pasquale Anselmo (st. 5-6) Francesco Meoni (st. 7 - ep. 8x15) Nino D'Agata (ep. 8x02, 8x16 - st. 29) Tony Sansone (st. 34+)                                                                          | Angelo Maggi (ep. 5x22) Paolo Marchese (ep. 6x19, 6x23) Stefano Mondini (ep. 24x02) |
| Telespalla Bob                            | Kelsey Grammer                                                                          | Gianni Giuliano (st. 5+) | Massimo Corvo (ep. 1x12) Giorgio Favretto (ep. 3x21) Stefano Mondini (ep. 6x23) Massimo Lodolo (ep. 17x08) |
| Telespalla Mel                            | Dan Castellaneta                                                                        | Pino Ammendola (st. 1-4) Gerolamo Alchieri (st. 5) Mauro Gravina (st. 6-7) Neri Marcorè (st. 8-12) Mimmo Maugeri (st. 13-14) Oreste Baldini (st. 15+)                                                                             | |
| Boe Szyslak (Moe Szyslak)                 | Hank Azaria Cristopher Collins (ep. 1x13)                                               | Mino Caprio (st. 1-7) Pino Insegno (st. 8) Teo Bellia (st. 9+) | Piero Tiberi (ep. 3x19) Massimiliano Plinio (ep. 4x18) |
| Lenny Leonard                             | Harry Shearer                                                                           | Mario Bombardieri (st. 1-7) Roberto Draghetti (st. 8, ep. 9x04-12) Vladimiro Conti (ep. 9x01-03, 9x13+) | Paolo Marchese (ep. 3x19) Claudio Insegno (ep. 8x09) Roberto Stocchi (ep. 8x10) Luigi Ferraro (ep. 8x11) ? (ep. 9x20, 9x24) |
| Carl Carlson                              | Hank Azaria (st. 1-31) Alex Désert (st. 32+)                                            | Marco Bresciani (st. 1-2) Fabrizio Vidale (st. 3-5) Marco Bolognesi (st. 6-7) Roberto Stocchi (st. 8, ep. 9x04-12) Enrico Di Troia (ep. 9x01-03, 9x13+)                                                                           | Christian Iansante (ep. 3x17) Giorgio Borghetti (ep. 5x15-16) Maurizio Reti (ep. 9x20, 9x24) |
| Barney Gumble                             | Dan Castellaneta                                                                        | Mario Bombardieri (st. 1-7) Stefano Mondini (ep. 6x03, 6x18, 6x22, 8x02, st. 9+) Mauro Magliozzi (st. 8, ep. 9x07) | Paolo Marchese (ep. 3x19) |
| Montgomery Burns                          | Christopher Collins (ep. 1x01, 1x03, 1x08) Harry Shearer (ep. 1x02, 1x04-07, ep. 1x09+) | Sandro Iovino | |
| Waylon Smithers                           | Harry Shearer                                                                           | Vittorio Amandola (st. 1 - ep. 9x12, ep. 12x06, 12x12-14, 13x01, st.14-20) Maurizio Reti (ep. 6x03, 6x18, 8x02, ep. 9x13 - st. 13) Pasquale Anselmo (st. 21+)                                                                     | Roberto Certomà (ep. 8x09) |
| Apu Nahasapeemapetilon                    | Hank Azaria (st. 1-31)                                                                  | Manfredi Aliquò | Francesco Pezzulli (ep. 3x19) |
| Julius Hibbert                            | Harry Shearer (st. 2-31) Kevin Michael Richardson (st. 32+)                             | Davide Marzi (st. 1-7) Claudio Insegno (ep. 6x18, 6x22, st. 8+) | Paolo Marchese (ep. 6x07) Danilo De Girolamo (ep. 7x09) |
| Seymour Skinner                           | Harry Shearer                                                                           | Renato Cortesi (st. 1 - ep. 3x21) Piero Tiberi (ep. 3x22 - 5x03) Massimo Corvo (ep. 5x05 - st. 8, ep. 9x04-05, 9x09) Stefano Mondini (ep. 8x02, st. 9+)                                                                           | Mauro Magliozzi (ep. 5x04) |
| Willie il giardiniere                     | Dan Castellaneta                                                                        | Mimmo Maugeri (st. 1-4, 9 - ep. 15x11) Mauro Magliozzi (st. 5-8) Alberto Angrisano (ep. 15x12-22) Davide Marzi (st. 16+) | |
| Otto Disc                                 | Harry Shearer                                                                           | Davide Marzi (st. 1-7, 10-12) Gerolamo Alchieri (st. 8-9) Franco Mannella (st. 13+) | Luigi Ferraro (ep. 8x09, 8x14) |
| Edna Caprapall (Krabappel)                | Marcia Wallace                                                                          | Franca Lumachi | |
| Elizabeth Hoover                          | Maggie Roswell (st. 2-10, 14+) Marcia Mitzman Gaven (st. 11-14)                         | Lorenza Biella (st. 2-5) Aurora Cancian (st. 6+) | Graziella Polesinanti (ep. 2x18) Maura Cenciarelli (ep. 8x25) Franca Lumachi (ep. 9x07) |
| Nick Riviera                              | Hank Azaria                                                                             | Christian Iansante (st. 1-16, 18+) Gianfranco Miranda (st. 17) | Giuliano Santi (ep. 4x18) Teo Bellia (ep. 8x02) Francesco Pezzulli (ep. 12x03) |
| Uomo dei fumetti                          | Hank Azaria                                                                             | Silvio Anselmo | Davide Marzi (ep. 2x21) ? (ep. 5x01) Paolo Marchese (ep. 7x02) Roberto Stocchi (ep. 7x04) |
| Manjula Nahasapeemapetilon                | Jan Hooks (1ª voce) Tress MacNeille (2ª voce)                                           | Antonella Alessandro (1ª voce) Emanuela Rossi (2ª voce) Emanuela Baroni (3ª voce) Connie Bismuto (4ª voce) | Paola Barale (ep. 10x14) |
| Kent Brockman                             | Harry Shearer                                                                           | Federico Neri (st. 1-32) Fabio Camillacci (st. 33+) | Mario Bombardieri (ep. 12x17-20) |
| Joe Quimby                                | Dan Castellaneta                                                                        | Mimmo Maugeri (st. 1-4, ep. 6x05, 8x02, ep. 9x18 - st. 12, ep. 15x01-15) Saverio Indrio (st. 5-7, 24-36) Mauro Magliozzi (st. 8 - ep. 9x17, 15x16-22) Massimiliano Plinio (st. 13-14) Fabrizio Temperini (st. 16-23)              | Christian Iansante (ep. 2x01) Enzo Avolio (ep. 3x01) Bruno Conti (ep. 5x03) Massimo Milazzo (ep. 13x08) |
| Jasper                                    | Harry Shearer                                                                           | Gianni Vagliani (st. 1-10) Silvio Anselmo (st. 11+) | Vittorio Amandola (ep. 1x05) |
| Dio                                       | Harry Shearer                                                                           | Mario Bombardieri (1ª voce) Luca Ward (2ª voce) | Riccardo Garrone (ep. 4x03, 4x08) Alessandro Ballico (ep. 17x14, 24x06) Alessandro Rossi (ep. 30x03) |
| Luigi Risotto                             | Hank Azaria                                                                             | Enzo Avolio (st. 5-33) Oreste Baldini (st. 34+) | Luigi Ferraro (ep. 11x03) |
| Tony Ciccione                             | Joe Mantegna Phil Hartman (un episodio)                                                 | Domenico Maugeri (st. 3-5, ep. 13x22) Giorgio Favretto (st. 6) Neri Marcorè (st. 7) Teo Bellia (st. 9-10) Davide Marzi (st. 11) Roberto Draghetti (st. 8, 12-31) Mario Cordova (st. 32) Stefano De Sando (st. 33+)                | Alberto Bognanni (ep. 13x05) Maurizio Reti (ep. 14x14) Massimo Milazzo (ep.14x16, 14x22) Mauro Magliozzi (ep. 16x14) Nicola Braile (ep. 17x01) Wladimiro Grana (ep. 18x01) Tonino Accolla (Film) Pino Ammendola (ep. 21x18)                    |
| Smilzo                                    | Harry Shearer                                                                           | Vladimiro Conti (ultima voce - presente) | |
| Louie                                     | Dan Castellaneta                                                                        | Enzo Avolio (st. 28-33) Massimo Lopez (st. 34+) | |
| Johnny Labbraserrate                      | Hank Azaria                                                                             | Gianpaolo Caprino (ultima voce - presente) | |
| Grattachecca e Fichetto                   | Harry Shearer, Dan Castellaneta,                                                        | Renata Biserni Gilberta Crispino Deborah Ciccorelli | Davide Lepore |
| Pucci                                     | Dan Castellaneta                                                                        | Tonino Accolla (ep. 8x14) Bruno Conti (ep. 10x04) | |
| Agnes Skinner                             | Tress MacNeille                                                                         | Wanda Tettoni (st. 1-4) Serena Michelotti (st. 5-21) Francesca Guadagno (st. 22-29) Chiara Salerno (st. 30+) | Gilberta Crispino (ep. 30x04) |
| Capitano McAllister                       | Hank Azaria                                                                             | Piero Tiberi (ep. 4x06-5x04) Silvio Anselmo (ep. 5x06+) | Renzo Stacchi (ep. 4x18) Mauro Magliozzi (ep. 8x05) Roberto Stocchi (ep. 8x09) Giorgio Lopez (ep. 9x20) |
| Kang e Kodos                              | Hank Azaria, Dan Castellaneta                                                           | Bruno Conti Manfredi Aliquò Davide Lepore Roberto Draghetti Roberto Stocchi Alessandro Ballico (ultima voce - presente) | |
| Serpente                                  | Hank Azaria                                                                             | Gianni Vagliani (st.1-2) Bruno Conti (st. 3-5) Paolo Marchese (st. 6-7) Roberto Stocchi (st. 8) Silvio Anselmo (st. 9-10) Nanni Baldini (st. 11-13) Roberto Draghetti (ep. 9x08, st. 14-31) Roberto Fidecaro (ep. 31x19, st. 32+) | Nino D'Agata (ep. 9x09) Tonino Accolla (ep. 11x05) |
| Hans Uomo Talpa                           | Dan Castellaneta                                                                        | Silvio Anselmo (st. 1-15, 30-33) ? (st. 16) Sacha De Toni (st. 17-29, 34+) | Ambrogio Colombo (ep. 4x13) Giorgio Lopez (ep. 6x08) |
| Cletus Spuckler                           | Hank Azaria                                                                             | Gabriele Lopez (1ª voce) Domenico Maugeri (2ª voce) Massimiliano Plinio (3ª voce - principale) | Danilo De Girolamo (ep. 7x23) Mauro Magliozzi (ep. 8x11) |
| Brandine Spuckler                         | Tress MacNeille                                                                         | Alessandra Grado (st. 7-14) Monica Migliori (ultima voce - presente) | |
| Troy McClure (st. 2-10)                   | Phil Hartman                                                                            | Fabrizio Pucci (st. 2-6) Paolo Marchese (st. 7-10) | Maurizio Romano (ep. 2x14) Franco Mannella (ep. 3x14) Enrico Di Troia (ep. 8x14) Manfredi Aliquò (ep. 9x14) |
| Lionel Hutz (st. 2-9)                     | Phil Hartman                                                                            | Maurizio Romano | Franco Chillemi (ep. 6x22) Roberto Certomà (ep. 9x08) Paolo Bonolis (ep. 9x09) |
| Kirk Van Houten (st. 3+)                  | Hank Azaria                                                                             | Silvio Anselmo (st. 3-7) Maurizio Reti (st. 8-30) Nicola Marcucci (st. 31+) | |
| Luanne Van Houten (st. 3+)                | Maggie Roswell (st. 3-10, 14+) Marcia Mitzman Gaven (st. 11-14)                         | Paola Giannetti (st. 3-6) Laura Boccanera (st. 7-8) Antonella Alessandro (st. 9+) | |
| Sovrintendente Chalmers                   | Hank Azaria                                                                             | Stefano De Sando (st. 4) Angelo Nicotra (st. 5-7) Mimmo Maugeri (st. 8-14) Roberto Draghetti (st. 15, 17-31) Nicola Braile (st. 16, ep. 17x19, 18x05) Stefano Alessandroni (st. 32+)                                              | Gianfranco D'Angelo (ep. 5x19) Mauro Magliozzi (ep. 6x21) Giorgio Lopez (ep. 6x22) Gerolamo Alchieri (ep. 8x19) Massimo Milazzo (ep. 13x20, 14x04) Wladimiro Grana (ep. 15x21)                                                                 |
| Rainer Wolfcastle / McBain                | Harry Shearer                                                                           | Maurizio Romano (st. 2-12) Edoardo Nordio (st. 13) Maurizio Reti (st. 14) Vittorio Guerrieri (st. 15) Marco De Risi (st. 16+) | |
| Uomo Duff                                 | Hank Azaria                                                                             | Marco De Risi (ultima voce - principale) | Giorgio Lopez (ep. 9.1) Leonardo Graziano (ep. 15x15) Christian Iansante (ep. 15x17) |
| Giudice Roy Snyder                        | Harry Shearer                                                                           | Mario Bombardieri | Davide Marzi (ep. 2x10) Ambrogio Colombo (ep. 3x04) Riccardo Garrone (ep. 4x12) Goffredo Matassi (ep. 6x05) Giorgio Favretto (ep. 5x18) Danilo De Girolamo (ep. 7x18) Roberto Certomà (ep. 9x08) Massimiliano Plinio (ep. 10x13, 13x02, 13x08) |
| Uomo Ape                                  | Dan Castellaneta (st. 1-31) Eric Lopez (st. 32+)                                        | Pino Ammendola | Roberto Draghetti (ep. 5x12) Danilo De Girolamo (ep. 7x21) Francesco Pezzulli (ep. 10x17) |
| Gil Gunderson                             | Dan Castellaneta                                                                        | Nino D'Agata (st. 9) Teo Bellia (st. 10-17) Luca Dal Fabbro (st. 18+) | Enrico Di Troia (ep. 10x07) Edoardo Nordio (ep. 12x13) Massimiliano Plinio (ep. 14x01) |
| Disco Stu                                 | Hank Azaria                                                                             | Luigi Ferraro (1ª voce) Teo Bellia (2ª voce) Davide Marzi (3ª voce) Federico Campaiola (4ª voce - presente) | Franco Mannella (ep. 13x19) |
| Helen Lovejoy                             | Marcia Mitzman Gaven                                                                    | Graziella Polesinanti (st.1-8) Antonella Alessandro (st.9-12) Alessandra Grado (st.13-18) Carmen Iovine (st.19+) | |
| Artie Ziff                                | Jon Lovitz                                                                              | Vittorio Guerrieri (ep. 13x10, 24x02) Alberto Angrisano (ep. 15x14, st. 31+) | Davide Lepore (ep. 2x12) |
| Cookie Kwan                               | Tress MacNeille                                                                         | Gilberta Crispino | |
| Wendell Borton                            | Manny L. Hooper                                                                         | Alessandro Campaiola | |
| Uthèr                                     | Russi Taylor                                                                            | ? | Giorgio Lopez (ep. 6x08) |
| Database                                  | Nancy Cartwright                                                                        | Maurizio Fiorentini | Nanni Baldini |
| Janey Powell                              | Tress MacNeille                                                                         | Gilberta Crispino | |
| Drederick Tatum                           | Hank Azaria                                                                             | Roberto Stocchi Roberto Draghetti Paolo Vivio Marco De Risi (ultima voce - presente) | |
| Yesguy                                    | Dan Castellaneta                                                                        | | Francesco Prando (ep. 12x05) |
| Wiseguy                                   | Hank Azaria                                                                             | Davide Marzi (st. 17) Roberto Fidecaro (st. 29+) | Gianni Vagliani (ep. 3x08) |
| Avvocato dai capelli blu                  | Dan Castellaneta                                                                        | Massimo Rinaldi Davide Lepore (st. 20-30) Oreste Baldini (st. 33+) | |
| Prof. Dewey Largo                         | Harry Shearer                                                                           | Carlo Valli (1ª voce) Francesco Caruso Cardelli (2ª voce) Enzo Avolio (3ª voce fino alla st. 33) Stefano Mondini (st. 34+) | Giorgio Lopez (ep. 6x02, 6x21) Franco Mannella (ep. 15x03) |
| Jebediah Springfield                      | Harry Shearer                                                                           | Mario Bombardieri | |
| La Gattara (st. 9+)                       | Tress MacNeille                                                                         | Antonella Alessandro (st. 9-32) Monica Ward (st. 33+) | |
| Kumiko Nakamura (st. 25+)                 | Tress MacNeille                                                                         | Jun Ichikawa (st. 25-31) Rossella Acerbo (st. 32+) | |
| Julio (st. 14+)                           | Hank Azaria (st. 14-31) Tony Rodriguez (st. 32+) Mario Jose (ep. 32x12)                 | Fabrizio Vidale (st. 14-18) Lorenzo Accolla (st. 19, 24-29) Nanni Baldini (st. 20-23, 30+) | Diego Suarez (ep. 27x17) Antonio Angrisano (ep. 31x20) |
| Doris, la cuoca della scuola              | Doris Grau (st. 1-7) Tress MacNeille (st. 8+)                                           | Paola Giannetti (st. 1-30) Antonella Alessandro (ep. 5x19, st. 31+) | Stefania Romagnoli (ep. 6x22) |
| Giudice Grazia Negata                     | Jane Kaczmarek                                                                          | Luciana Littizzetto (ep. 13x02, 13x07) | |
| Shauna Chalmers, fidanzata di Secco Jones | Tress MacNeille                                                                         | Stella Musy (st. 20-32) Laura Romano (st. 33+) | |
| Mindy Simmons (ep.5.9)                    | Michelle Pfeiffer                                                                       | Valeria Marini | |
| Allison Taylor (ep.6.2)                   | Winona Ryder                                                                            | Sandra Mondaini | |
| Buck Mitchell (ep.17.22)                  | Hank Azaria                                                                             | Francesco Totti | |
| Cooder (ep.9.12)                          | Jim Varney                                                                              | Vittorio Sgarbi | |
| Tabitha Vixx (ep.17.22)                   | Mandy Moore                                                                             | Ilary Blasi | |
| Clarissa (ep.16.18)                       | Fantasia Barrino                                                                        | Giorgia | |
| Babbo Natale (ep.17.9)                    | Hank Azaria                                                                             | Mike Bongiorno | |
| Tammy (ep.17.7)                           | Lily Tomlin                                                                             | Alessandra Mussolini | |
| John Frink (ep.15.1)                      | Jerry Lewis                                                                             | Michele Pecora | |
| Milo (ep.19.7)                            | Jack Black                                                                              | Jovanotti | |
| Jon Stewart (ep.19.10)                    | Jon Stewart                                                                             | Emilio Fede | |
| Lurleen Lumpkin (ep.19.16)                | Beverly D'Angelo                                                                        | Ambra Angiolini | |
| Booth Wilkes-John (ep.25.21)              | John Oliver                                                                             | Fabrizio Frizzi | |
| Ricco Texano (st. 5+)                     | Dan Castellaneta                                                                        | Giorgio Favretto (st. 5-15) Silvio Anselmo (st. 16+) | Giorgio Lopez (ep. 6x20) Gerolamo Alchieri (ep. 9x12) Sergio Matteucci (ep. 12x04) Roberto Stocchi (ep. 12x19) Pierluigi Astore (ep. 13x07, 14x10) Maurizio Reti (ep. 14x01, 14x18) Massimiliano Plinio (ep. 15x19) Dante Biagioni (ep. 16x08) |
| Topolino (Speciali Disney)                | Nancy Cartwright                                                                        | Gaia Bolognesi | |
| Pippo (Speciali Disney)                   | Hank Azaria                                                                             | Matteo Di Lillo | |
| Paperino (Speciali Disney)                | Dan Castellaneta                                                                        | Massimo Corizza | |
| Andrea Bocelli (Speciali Disney)          | Andrea Bocelli                                                                          | Andrea Bocelli | |
| Matteo Bocelli (Speciali Disney)          | Matteo Bocelli                                                                          | Matteo Bocelli | |
| Virginia Bocelli (Speciali Disney)        | Virginia Bocelli                                                                        | Virginia Bocelli | |
| Piccolo aiutante di Babbo Natale          | Frank Welker                                                                            | Dan Castellaneta | |
| Clancy Bouvier (ep.2.12/6.11/34.22)       | Harry Shearer                                                                           | Domenico Maugeri (ep. 2x12) Paolo Marchese (ep. 6x11) Stefano Mondini (ep. 34x22) | |
| Michael Jackson (ep.3.1)                  | Michael Jackson / Karl Wiedergott                                                       | Davide Lepore | |
| Mona J. Simpson                           | Glenn Close (st. 1-32) Maggie Roswell (st. 33+)                                         | Ludovica Modugno (ep. 7x08-25x22) Sonia Scotti (ep. 15x02, 19x19) Mirta Pepe (ep. 29x18+) | |
| Kermit La Rana (ep.7.19)                  | Hank Azaria / Karl Wiedergott                                                           | Danilo De Girolamo | |
| Miss Piggy (ep.7.19)                      | Harry Shearer                                                                           | Roberto Del Giudice | |
| Gabriel L'angelo (ep.13.7)                | Delroy Lindo                                                                            | Teo Bellia | |
| Stan Marsh (ep.14.21)                     | Tress MacNeille                                                                         | Nanni Baldini | |
| Regina Elisabetta II (ep.15.4/21.20)      | Tress MacNeille (ep. 15x04) Eddie Izzard (ep. 21x20)                                    | Aurora Cancian (ep. 15x04) Francesca Guadagno (ep. 21x20) | |
| Roofi (ep.15.8)                           | Hank Azaria                                                                             | Gerolamo Alchieri | |
| Matt Groening (ep.15.17)                  | Matt Groening                                                                           | Massimo Lodolo | |
| Jack Di Fiori (ep.16.7)                   | Hank Azaria                                                                             | Tonino Accolla | |
| Jack Di Quadri (ep.16.7)                  | Dan Castellaneta                                                                        | Michele Gammino | |
| Moglie Di Telespalla Bob (ep.17.8)        | Mariagrazia Cucinotta                                                                   | Mariagrazia Cucinotta | |
| Jack (ep.18.10)                           | Hank Azaria                                                                             | Nino D'Agata | |
| Lionel Richie (ep.19.1)                   | Lionel Richie                                                                           | Pasquale Anselmo | |
| Simon Woosterfield (ep.20.3)              | Nancy Cartwright                                                                        | Ilaria Stagni | |
| Devan Woosterfield (ep.20.3)              | Tress MacNeille                                                                         | Marco Bassetti | |
| Bart da adulto (ep.20.3, 23.9)            | Nancy Cartwright                                                                        | Gabriele Sabatini (ep. 20x03) Gaia Bolognesi (ep. 23x09, 34x03) | |
| Figlio maggiore di Bart (ep.23.9)         | Nancy Cartwright                                                                        | Gilberta Crispino | |
| Figlio minore di Bart (ep.23.9)           | Nancy Cartwright                                                                        | Tatiana Dessi | |
| Lady Gaga (ep.23.22)                      | Lady Gaga                                                                               | Myriam Catania | |
| Stewie Griffin (ep.30.10)                 | Chris Edgerly                                                                           | Nanni Baldini | |
| Zio Di Tony Ciccione (ep.31.3)            | Dan Castellaneta                                                                        | Pino Ammendola | |
| Lenny (ep.32.1)                           | Tress MacNeille                                                                         | Gabriele Patriarca | |
| Fred (ep.32.1)                            | Harry Shearer                                                                           | Sandro Iovino | |
| Leonardo DiCaprio (ep.32.5)               | Chris Edgerly                                                                           | Francesco Pezzulli | |
| Yeardley Smith (ep.32.6)                  | Yeardley Smith                                                                          | Monica Ward | |
| Loki (ep.33.2)                            | Alan Cumming                                                                            | Christian Iansante | |
| Nonno Di Ned Flanders (ep.33.6-7)         | Timothy Olyphant                                                                        | Massimo De Ambrosis | |
| Dan Castellaneta (ep.33.10)               | Dan Castellaneta                                                                        | Carlo Reali | |
| Orion Hughes (ep.33.15)                   | The Weeknd                                                                              | Stefano Broccoletti | |
| Darius Hughes (ep.33.15)                  | The Weeknd                                                                              | Stefano Broccoletti | |
| Jesse (ep.34.2)                           | Hank Azaria                                                                             | Oreste Baldini | |
| Usciere (ep.34.2)                         | Dawn Lewis                                                                              | Claudia Razzi | |
| Hacker maschio (ep.34.3)                  | Hank Azaria                                                                             | Oreste Baldini | |
| Hacker femmina (ep.34.3)                  | Anna Faris                                                                              | Ilaria Latini | |
| Gerry (ep.34.4)                           | Hank Azaria                                                                             | Oreste Baldini | |
| Donna che chiama Marge (ep.34.4)          | Grey DeLisle                                                                            | Monica Ward | |
| Mostro che segue Lisa (ep.34.6)           | Hank Azaria                                                                             | Oreste Baldini | |
| Signora del bar (ep.34.6)                 | Tress MacNeille                                                                         | Davide Lepore | |
| Donna arrabbiata (ep.34.7)                | Nancy Cartwright                                                                        | Maura Cenciarelli | |
| Amber Duffman (ep.34.7)                   | Aubrey Plaza                                                                            | Gemma Donati | |
| Amante di Nelson (ep.34.9)                | Natasha Lyonne                                                                          | Maura Cenciarelli | |
| Clone di Abraham Lincoln (ep.34.9)        | Hank Azaria                                                                             | Stefano Alessandroni | |
| Clone di Ronald Reagan (ep.34.9)          | Hank Azaria                                                                             | Angelo Maggi | |
| Clone di Jimmy Carter (ep.34.9)           | Dan Castellaneta                                                                        | Massimo Lopez | |
| Truth-Anne (ep.34.10)                     | Jenny Yokobori                                                                          | Rossella Acerbo | |
| Membro del gruppo di Bart #1 (ep.34.11)   | Nancy Cartwright                                                                        | Paolo Vivio | |
| Membro del gruppo di Bart #2 (ep.34.11)   | Pamela Hayden                                                                           | Maura Cenciarelli | |
| Membro del gruppo di Bart #3 (ep.34.11)   | Tress MacNeille                                                                         | Maura Cenciarelli | |
| Signore che vede i video (ep.34.11)       | Dan Castellaneta                                                                        | Massimo Lopez | |
| Alf (ep.34.12)                            | Paul Fusco                                                                              | Massimo Lopez | |
| Naima (ep.34.14)                          | Dawnn Lewis                                                                             | Claudia Razzi | |
| Henry Louis Gates Jr. (ep.34.14)          | Henry Louis Gates Jr.                                                                   | Massimo Rinaldi | |
| Clarence (ep.34.14)                       | Kevin Michael Richardson                                                                | Claudio Insegno | |
| Wyatt (ep.34.14)                          | Alex Désert                                                                             | Enrico Di Troia | |
| Ashlee Starling (ep.34.18)                | Jade Novah                                                                              | Gemma Donati | |
| Echo (ep.34.18)                           | Jade Novah                                                                              | Gemma Donati | |
| Mackenzie (ep.34.18)                      | Jenny Yokobori                                                                          | Rossella Acerbo | |
| Notaio (ep.34.19)                         | Kevin Michael Richardson                                                                | Luca Dal Fabbro | |
| Peter (ep.34.20)                          | Rob Lowe                                                                                | Francesco Prando | |
| Goobie-Woo (ep.34.22)                     | Lizzo                                                                                   | Eva Padoan | |
| Lizzo (ep.34.22)                          | Lizzo                                                                                   | Eva Padoan | |
| Marcher (ep.34.22)                        | Tim Robinson                                                                            | Simone Crisari | |
| Benito Mussolini (ep.34.22)               | Hank Azaria                                                                             | Oreste Baldini | |
| Joseph Starlin (ep.34.22)                 | Dan Castellaneta                                                                        | Mino Caprio | |
| Rayshelle Payton (ep.35.2)                | Kerry Washington                                                                        | | |
| Annunciatrice negozio (ep.35.2)           | Kerry Washington                                                                        | | |

## I Simpson - Il film (Doppiatori)
| Nome personaggio                | Doppiatore Originale | Doppiatore italiano |
| ------------------------------- | -------------------- | ------------------- |
| Homer J. Simpson                | Dan Castellaneta     | Tonino Accolla      |
| Marge Bouvier Simpson           | Julie Kavner         | Liù Bosisio         |
| Bart Simpson                    | Nancy Cartwright     | Ilaria Stagni       |
| Lisa Simpson                    | Yeardley Smith       | Monica Ward         |
| Maggie Simpson                  | Nancy Cartwright     | Monica Ward         |
| Nonno Abraham Simpson           | Dan Castellaneta     | Mario Milita        |
| Lenny Leonard                   | Harry Shearer        | Vladimiro Conti     |
| Krusty Il Clown                 | Dan Castellaneta     | Fabrizio Mazzotta   |
| Tony Ciccione                   | Joe Mantegna         | Tonino Accolla      |
| Sciamana (signora dell'Irlanda) | Tress MacNeille      | Sonia Scotti        |
| Rod Flanders                    | Pamela Hayden        | Maura Cenciarelli   |
| Ned Flanders                    | Harry Shearer        | Francesco Prando    |
| Todd Flanders                   | Nancy Cartwright     | Gilberta Crispino   |
| Telespalla Mel                  | Dan Castellaneta     | Oreste Baldini      |
| Milhouse Van Houten             | Nancy Cartwright     | Davide Lepore       |
| Patty Bouvier                   | Julie Kavner         | Liù Bosisio         |
| Selma Bouvier                   | Julie Kavner         | Liù Bosisio         |
| Nelson Muntz                    | Nancy Cartwright     | Paolo Vivio         |
| Telespalla Bob                  | Kelsey Grammer       | Massimo Lodolo      |
| Signor Burns                    | Harry Shearer        | Sandro Iovino       |
| Waylon Smithers                 | Harry Shearer        | Vittorio Amandola   |
| Boe (Moe) Szyslak               | Hank Azaria          | Teo Bellia          |
| Abu                             | Hank Azaria          | Manfredi Aliquò     |
| Commissario Winchester          | Hank Azaria          | Angelo Maggi        |
| Tom Hanks                       | Tom Hanks            | Angelo Maggi        |
| Lou                             | Hank Azaria          | Nino D'Agata        |
| Uomo Fumetto                    | Hank Azaria          | Silvio Anselmo      |
| Carl Carlson                    | Hank Azaria          | Enrico Di Troia     |
| Barney Gumble                   | Dan Castellaneta     | Stefano Mondini     |
| Preside Skinner                 | Harry Shearer        | Stefano Mondini     |
| Signora Skinner                 | Tress MecNeille      | Serena Michelotti   |
| Presidente Arnold               | Harry Shearer        | Alessandro Rossi    |
| Russ Cargill (Capo Cupola)      | Albert Brooks        | Omero Antonutti     |
| Sindaco Quimby                  | Dan Castellaneta     | Fabrizio Temperini  |
| Ralph Winchester                | Nancy Cartwright     | Maura Cenciarelli   |
| Dottor Hibbert                  | Harry Shearer        | Claudio Insegno     |
| Colin                           | Tress MacNeille      | Gabriele Patriarca  |
| Otto                            | Harry Shearer        | Franco Mannella     |
| Grattachecca                    | Harry Shearer        | Gilberta Crispino   |
| Fichetto                        | Dan Castellaneta     | Deborah Ciccorelli  |
| Jacqueline Bouvier              | Julie Kavner         | Liù Bosisio         |
| Timothy Lovejoy                 | Harry Shearer        | Nino D'Agata        |
| Helen Lovejoy                   | Maggie Roswell       | Alessandra Grado    |
| Professor Frink                 | Hank Azaria          | Maurizio Reti       |
| Martin Prince                   | Russi Taylor         | Gilberta Crispino   |
| Terri e Sherri                  | Russi Taylor         | Ilaria Latini       |
| Eddie                           | Harry Shearer        | Nicola Barile       |
| Dottor Nick Riviera             | Hank Azaria          | Christian Iansante  |
| Willie Il Giardiniere           | Dan Castellaneta     | Davide Marzi        |

## I Simpson - The Good, The Bart And The Loki
| Personaggi       | Doppiatori Originali | Doppiatori Italiani |
| ---------------- | -------------------- | ------------------- |
| Homer Simpson    | Dan Castellaneta     | Massimo Lopez       |
| Marge Simpson    | Julie Kavner         | Sonia Scotti        |
| Bart Simpson     | Nancy Cartwright     | Gaia Bolognesi      |
| Lisa Simpson     | Yeardley Smith       | Monica Ward         |
| Ralph Winchester | Nancy Cartwright     | Maura Cenciarelli   |
| Loki             | Tom Hiddleston       | David Chavalier     |
| Barney Gumble    | Dan Castellaneta     | Stefano Mondini     |
| Odino            | Maurice LaMarche     | Bruno Alessandro    |

## Staff del doppiaggio italiano
| Edizione italiana a cura di | - St. 1-32: Ludovica Bonanome per Mediaset - St. 33+: Tiziana Piro per Mediaset |
| Studi di doppiaggio         | - St. 1-3: Artisti Associati-Video2 - St. 4, 18-31: SEDIF - St. 5: LY.DE.V - St. 6-10: Art Collage - St. 11-12, 15-16: CD Cine Doppiaggi - St. 13-14: Multimedia Network - St. 17: CVD - St. 32+: PUMAISdue |
| Sonorizzazione              | - St. 1-4: Video 2 - Artisti Associati - St. 5-10, 13-14: Studio Due - Roma - St. 11-12: Fono Roma - St. 15-18, 23: Technicolor Sound Services - St. 19-20: PCM Audio - St. 21-22: CDC Sefit Group - St. 24-25: Digital Post - St. 26-31: SEDIF - St. 32+: PUMAISdue |
| Direzione del doppiaggio    | - St. 1, 3-4: Tonino Accolla - St. 2: Tonino Accolla, Susanna Javicoli - St. 5: Massimo Corvo, Massimo Giuliani - St. 6: Giorgio Lopez - St. 7: Danilo De Girolamo - St. 8: Francesca Draghetti, Pino Insegno - St. 9: Francesca Draghetti, Pino Insegno, Giorgio Lopez - St. 10-11: Teo Bellia - St. 12-13: Tonino Accolla, Teo Bellia - St. 14: Francesca Draghetti - St. 15: Tonino Accolla, Francesca Draghetti - St. 16: Tonino Accolla, Connie Bismuto - St. 17: Tonino Accolla, Connie Bismuto, Ilaria Stagni - St. 18: Connie Bismuto, Claudia Razzi, Davide Lepore, Roberta Paladini, Fabrizio Mazzotta, Francesca Guadagno - St. 19: Monica Ward, Connie Bismuto, Davide Lepore, Tonino Accolla - St. 20-22: Davide Lepore, Francesca Guadagno - St. 23: Francesca Guadagno - St. 24+: Monica Ward |
| Traduzione inglese-italiano | - St. 1-16: Cristina Cecchetti, Elena Di Carlo - St. 17-27: Cecilia Gonnelli - St. 28-31: Elena Di Carlo, Cecilia Gonnelli - St. 32: Silvia Bossi, Elena Di Carlo, Cecilia Gonnelli - St. 33+: Silvia Bossi, Cecilia Gonnelli |
| Dialoghi italiani           | - St. 1-23: Tonino Accolla, Elettra Caporello - St. 24-27: Cecilia Gonnelli - St. 28-31: Elena Di Carlo, Cecilia Gonnelli - St. 32: Silvia Bossi, Elena Di Carlo, Cecilia Gonnelli - St. 33+: Silvia Bossi, Cecilia Gonnelli |
| Assistenti al doppiaggio    | - St. 1: Leila Lasmi - St. 2-13: Anton Giulio Castagna - St. 14: Lorena Dognini - St. 15-19, 24-25: Daniela Losavio - St. 20-23: Daniela Losavio, Roberta Schiavon, Giulia Nofri, Federica D'Errico, Beatrice Brunori - St. 24-29: Giulia Nofri - St. 30+: Federica D'Errico |
| Versioni italiane canzoni   | Valerio Gallo Curcio |
| Fonici di mix               | - St 1-4 Pierfrancesco Taloni - Franco Coratella - Marco Coppolecchia - Francesco Cucinelli - St. 19: Romano Pietrangeli - St. 20: Christian Polini - St. 24-28: Fabrizio Pesce - St. 29-30,32: Gianandrea Rossi - St. 31: Gian Marco Plini (fonico di doppiaggio), Fabio Curi (mixage), Lorenzo Picierno (mixage) - St. 32: Marco Augusto Comba (mixage) |
| Audio editor                | - St. 29+: Alessandro Salvatori |
| Post-produzione             | Massimo Baldasseroni, Roberto Quintavalle per Mediaset, - St. 32: Video Sound Service con montaggio video di Stefano Dezi |
| Lavorazioni r.v.m           | - St. 1-3: Delfino Video Service - Roberto Quintavalle per Mediaset |